# Atholl Highlanders

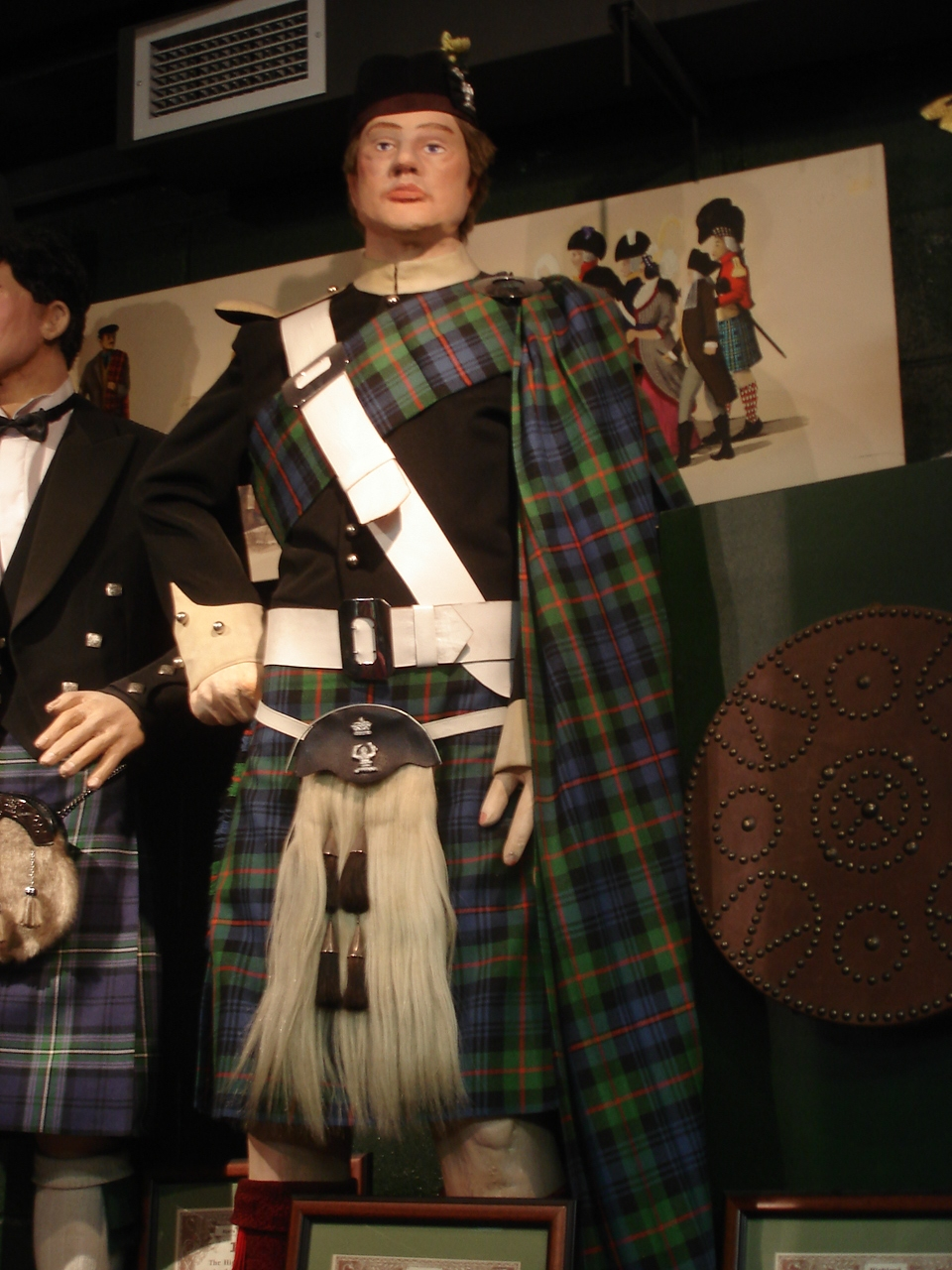
Uniform der Atholl Highlanders

Die Atholl Highlanders sind ein privates, zeremonielles schottisches Infanterieregiment. Regimentsinhaber (Colonel-in-Chief) ist der jeweilige Duke of Atholl. Es ist heute eine touristische Attraktion in Blair Castle, wo es stationiert ist.
Das Regiment ist kein Teil der britischen Armee, es erhielt aber 1845 von Königin Victoria eine Regimentsfahne und gilt deshalb als von der britischen Krone offiziell anerkannt, es ist damit die „einzige legale Privatarmee in Europa“.

## Geschichte

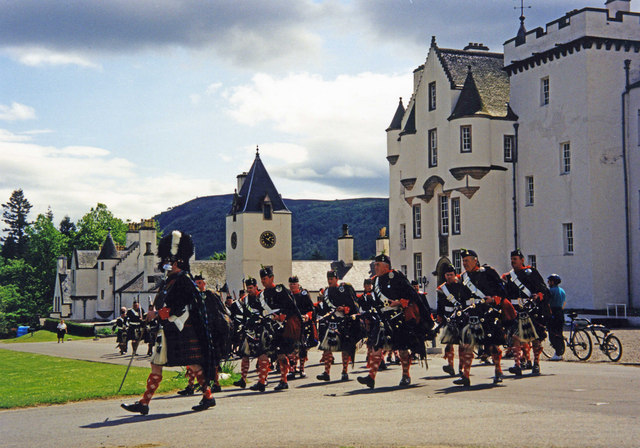
Die Atholl Highlanders vor Blair Castle (1998)

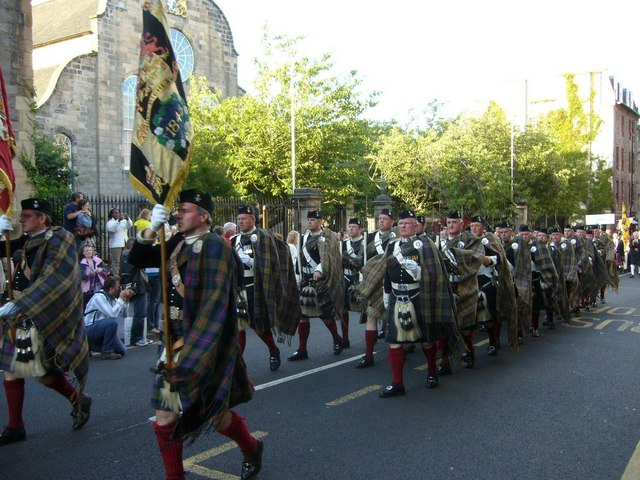
Aufmarsch der Atholl Highlanders beim Festumzug anlässlich des International Clan Gathering 2009

Die Ursprünge der Einheit liegen in einem Infanterieregiment, dem 77th Regiment of Foot (Atholl Highlanders). Dieses hatte eine Sollstärke von ca. 1000 Mann und wurde anlässlich des Amerikanischen Unabhängigkeitskrieges im Dezember 1777 von John Murray, 4. Duke of Atholl aus privaten Mitteln für das britische Heer aufgestellt. Das Regiment diente zur Entlastung anderer Regimenter, die nach Nordamerika abkommandiert wurden und diente hauptsächlich als Garnison in Dublin. Als das Regiment 1781 nach Indien verlegt werden sollte, kam es zu einer Meuterei, woraufhin die Regimentsangehörigen im Juni 1781 auf andere Regimenter verteilt und das Regiment schließlich im April 1783 aufgelöst wurde. Das Regiment hatte bis dahin an keinen Kampfhandlungen teilgenommen.
1839 gründete George Murray, 2. Baron Glenlyon, der spätere 6. Duke of Atholl, ein privates Regiment als seine zeremonielle Leibwache, das er ebenfalls „Atholl Highlanders“ nannte. Diese Einheit hat außer dem Namen und der Verbindung zu den Dukes of Atholl nichts mit der vorgenannten Militäreinheit zu tun. 1842 und 1844 stellte die Einheit jeweils die zeremonielle Leibwache von Königin Victoria, als diese Schottland besuchte und sich längere Zeit auf dem Stammsitz der Dukes of Atholl Blair Castle aufhielt. In Anerkennung dieses Dienstes erhielten die Atholl Highlanders auf Veranlassung der Königin am 24. September 1845 eine Regimentsstandarte und dadurch offiziellen Status.
Das Regiment nimmt rein zeremonielle Aufgaben, wie protokollarischen Ehrendienst, wahr und war nie dazu konzipiert, an Kampfhandlungen teilzunehmen. Während der beiden Weltkriege ruhte die Aktivität des Regimentes, da viele Regimentsangehörige zum Dienst im britischen Militär eingezogen wurden.

## Gegenwart
Heute sind die Atholl Highlanders eine Einheit von etwa 125 Mann Stärke mit rein zeremoniellen Aufgaben. Zur Einheit gehören insbesondere zwei Dudelsackkapellen. Die Mitgliedschaft kann nur aufgrund einer persönlichen Einladung des Dukes erworben werden.
Das Regiment trägt den Tartan von Clan Murray of Atholl. Bei festlichen Anlässen wird auch ein Wacholderbüschel an der Mütze getragen; der Wacholder ist das Pflanzenabzeichen dieses Clans.
Symbolische Aufgabe der Einheit ist die Verteidigung von Blair Castle und seiner Umgebung. Die Highlanders treten alljährlich bei den Atholl Gathering Highland Games auf; bei dieser Gelegenheit werden sie vom Duke inspiziert.